# Храчев, Мурат Петрович

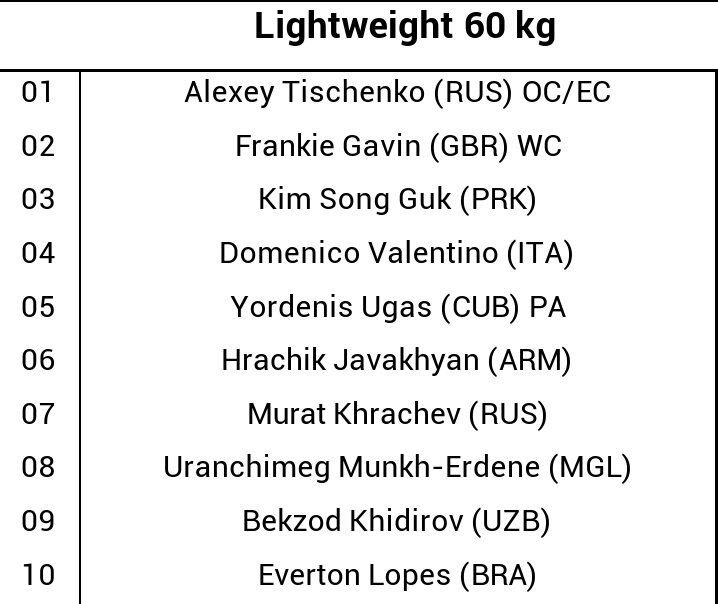
десятка лучших боксеров мира до 60 кг, на ноябрь 2007 года

Мура́т Петро́вич Хра́чев (род. 25 июля 1983, аул Старо-Кувинск, СССР) — российский боксёр-любитель, выступавший в лёгкой весовой категории (до 60 килограмм), Заслуженный мастер спорта России по боксу. Двукратный чемпион России (2002, 2003), призёр Олимпийских игр 2004 года в Афинах. Обладатель Кубка Мира 2005 года в Москве, в составе сборной команды России.

## Спортивная карьера
Проходил подготовку под руководством тренера Александра Степановича Давыдова, позже был подопечным Олега Владимировича Меньшикова. До этого шесть лет занимался спортивной гимнастикой в школе олимпийского резерва Черкесска.
- чемпион России среди юношей (1996, 1997, 1998)
- 1999
  - чемпион России среди юношей старшей возрастной категории
  - чемпион Европы среди кадетов в Баку, Азербайджан. Признан самым техничным боксером турнира
- 2000
  - чемпион России среди юниоров
  - серебряный призёр Чемпионата Мира среди юниоров в Будапеште, Венгрия
- 2001
  - чемпион России среди юниоров
  - победитель Всероссийского турнира Олимпийские надежды
  - чемпион Европы среди юниоров в Сараево, Босния. Признан лучшим боксером турнира
- 2002
  - победитель международного турнира Copenhagen Cup в Роскилле, Дания
  - чемпион России среди взрослых
  - победитель международного турнира памяти Феликса Штамма в Варшаве, Польша
- 2003 
  - победитель международного турнира Copenhagen Cup в Роскилле, Дания
  - чемпион России среди взрослых
  - победитель международного турнира Янтарные Перчатки в Калининграде
  - победитель международного турнира памяти Феликса Штамма в Варшаве, Польша. Признан лучшим боксером турнира
  - победитель международного турнира Tammer в Тампере, Финляндия
  - участник Чемпионата Мира в Бангкоке, Таиланд
- 2004
  - победитель 4-го Олимпийского квалификационного турнира в Баку, Азербайджан. Все победы одержал досрочно
  - участник Чемпионата Европы в Пуле, Хорватия
  - бронзовый призёр Олимпийских игр в Афинах, Греция
- 2005
  - победитель турнира Кубка Независимости в Сантьяго, Доминиканская Республика
  - серебряный призёр международного турнира Золотые Перчатки в Белграде, Сербия
  - победитель Кубка Мира в Москве, Россия
- 2006
  - Чемпионат России — уверенно дошёл до 1/4 финала, где снялся с турнира из-за травмы плеча

## После окончания спортивной карьеры
- 2007—2015
- окончил университет высших исламских наук Дар уль-Улюм Закарийя в городе Йоханнесбург (ЮАР)
- 2015
- назначен Вице-президентом Федерации бокса Карачаево-Черкесской Республики

## Награды
- Звание заслуженный мастер спорта России (2004).
- Медаль ордена «За заслуги перед Отечеством» II степени (2005)[2]